# Всесвітні бойківські фестини
Всесвітні бойківські фестини — міжнародний етнічний фестиваль бойків, який відбувається один раз на 5 років у Турківському районі Львівської області (м. Турка та с. Явора). 
Ініціатором проведення Всесвітніх бойківських фестин був у 1992 р. голова Всеукраїнського громадського товариства "Бойківщина XXI століття" Петро Косачевич.
У фестинах беруть участь фольклорно-етнографічні аматорські колективи бойківських регіонів Львівської, Івано-Франківської, Закарпатської областей. Учасниками бойківських фестин є також аматорські колективи з числа вихідців з Бойківщини, які опинились за межами рідного краю.
1992 — Міжнародне бойківське свято "З чистих джерел"
1997 — II Всесвітні бойківські фестини
2002 — III Всесвітні бойківські фестини
2007 — IV Всесвітні бойківські фестини
2012 — V Всесвітні бойківські фестини
2017 — VI Всесвітні бойківські фестини
2022 — VII Всесвітні бойківські фестини (03.08-08.08)

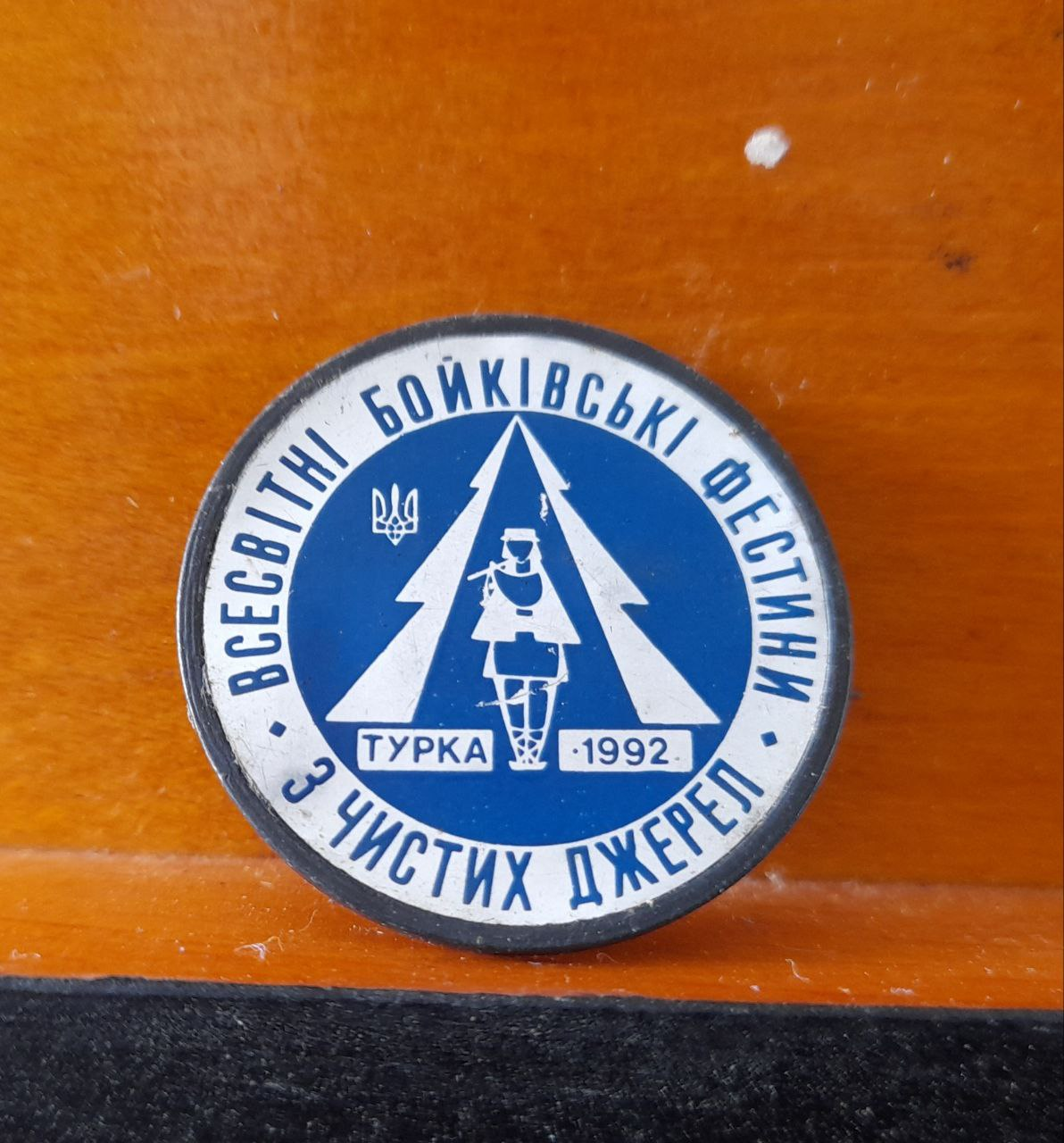

## Фотографії з IV Всесвітніх бойківських фестин

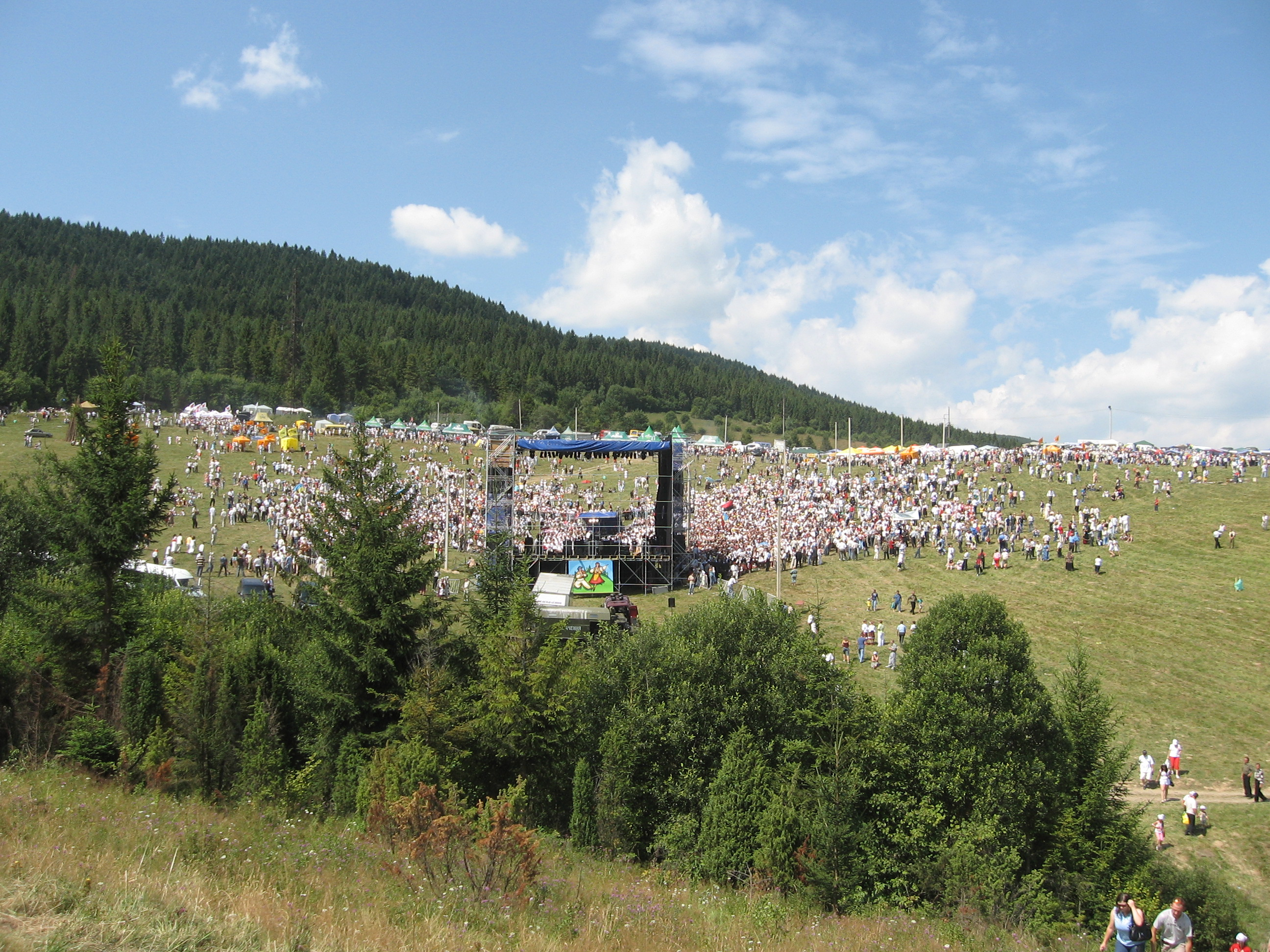
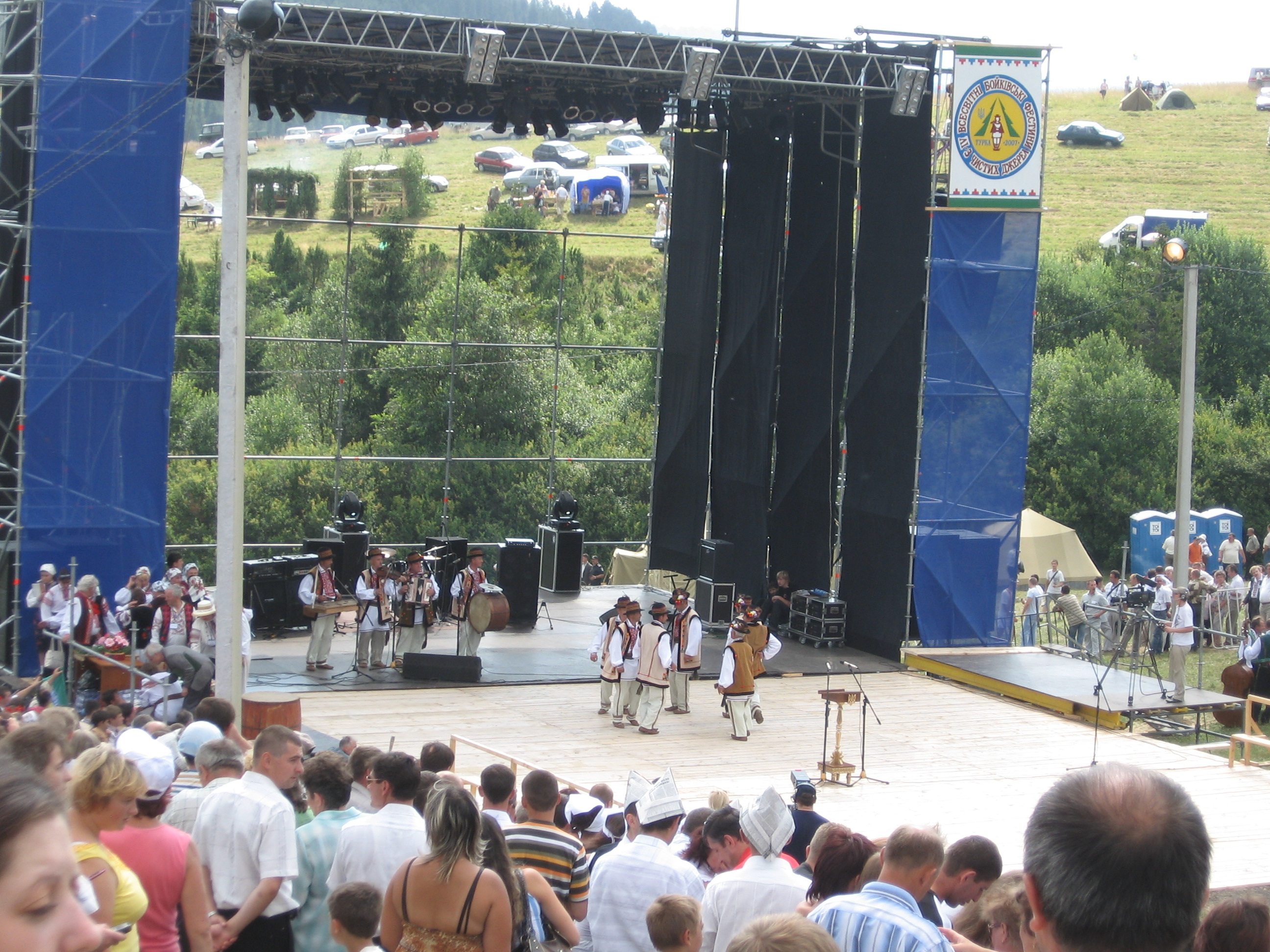
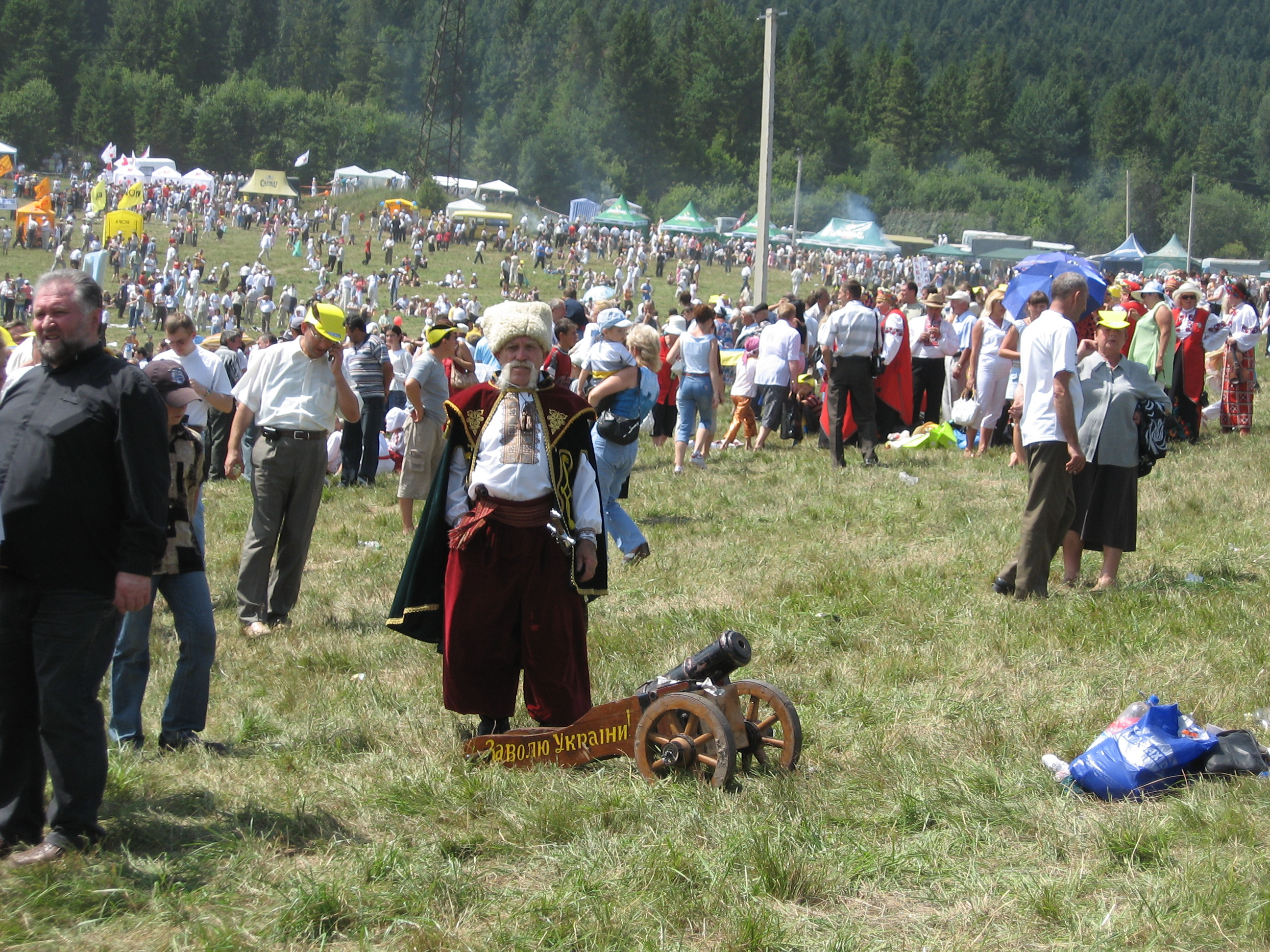
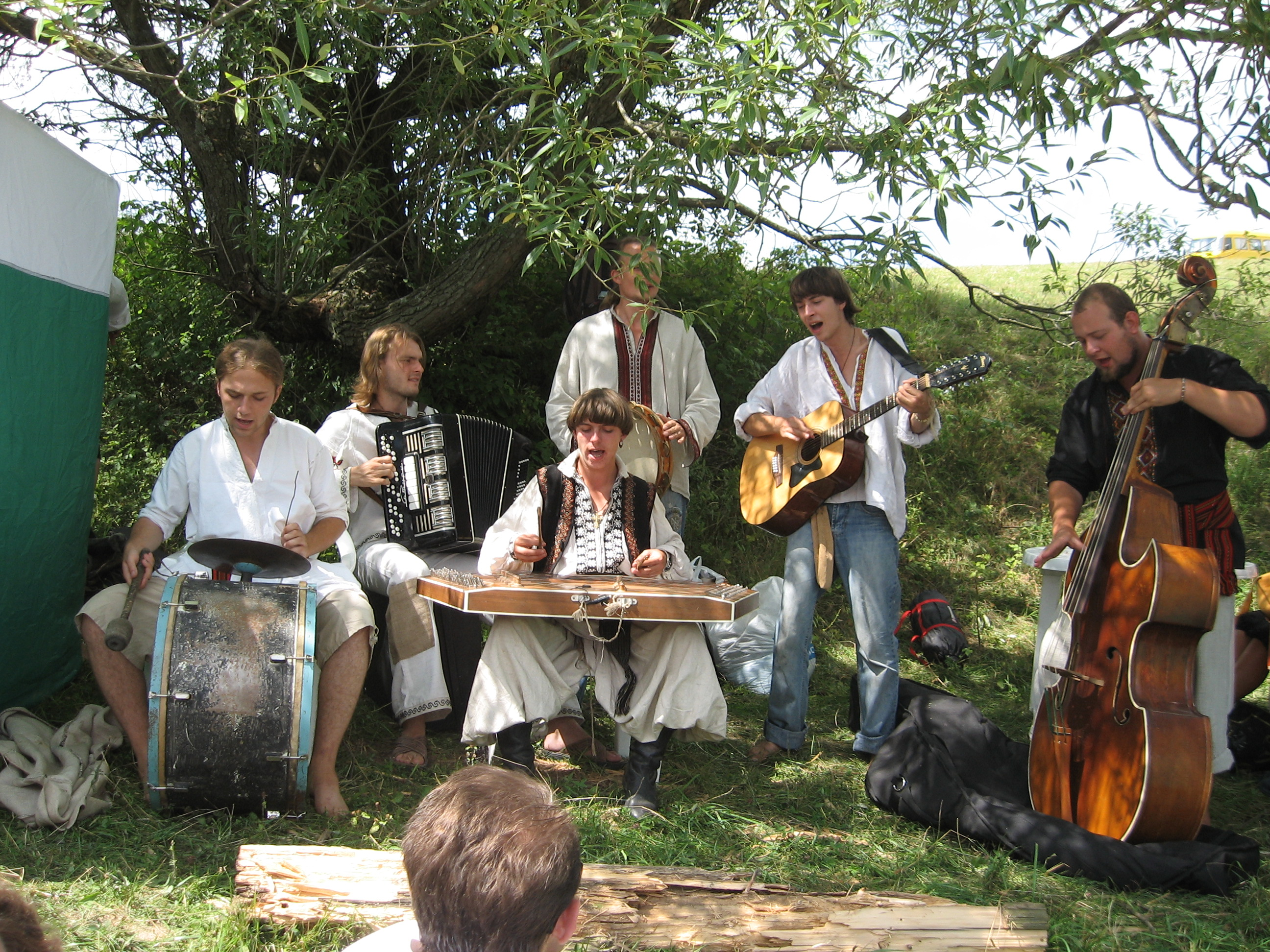